# IC 5255
IC 5255 је ознака објекта на координатама са ректансцензијом 22h 45m 46,5s и деклинацијом + 36° 13" 38'. Каснијим посматрањима на том положају није уочен никакав астрономски објекат.